# Caccia al numero
Caccia al numero era un gioco a quiz di successo trasmesso dal Secondo Programma Rai, alla domenica sera dal 21 gennaio al 1º luglio del 1962, condotto da Mike Bongiorno.
Il programma era il primo adattamento italiano del quiz Concentration andato in onda negli Stati Uniti dal 1958 al 1991. Nel 1981 Mike riproporrà il format su Canale 5 con il titolo Bis.

## Regolamento
In questo gioco, si sfidavano a turno due concorrenti, i quali, dovevano chiamare a turno due numeri da un tabellone composto di 30 caselle, sotto il quale si nascondevano dei premi. Se sotto la coppia di numeri scelti compariva lo stesso premio, il concorrente lo vinceva e poteva proseguire il proprio turno ed inoltre sul tabellone appariva, dove prima c'erano le caselle relative ai numeri scelti, un pezzo del disegno che componeva il rebus; in caso contrario la mano passava all'avversario e le caselle tornavano coperte dai numeri iniziali. Man mano che il gioco proseguiva si scopriva il disegno del rebus e, a richiesta del concorrente, si aveva del tempo per risolvere il rebus. La partita veniva vinta da chi risolveva il rebus prima che il tabellone si scoprisse totalmente. In caso contrario, a turno, si dava un'ultima possibilità per rispondere esattamente e, in caso di esito negativo, la partita terminava in pari.
Oltre ai premi sotto ai numeri c'erano altre opzioni:
- Prendi un premio: facendo coppia con queste due caselle il concorrente poteva prendere all'avversario un premio dalla sua lista (solitamente veniva preso il premio di maggior valore).
- Cedi un premio: In questo caso il concorrente in gioco doveva cedere all'avversario uno dei suoi premi (di solito uno di quelli di minor valore);
- Jolly: con una sola casella Jolly si poteva fare coppia con qualsiasi premio, anche con il "Prendi" e "Cedi un premio".

## Merchandising
Dal game show, visto il successo della trasmissione è stato prodotto anche un gioco da tavolo edito da Editrice Giochi.